# HD 98800
HD 98800 (TV Crateris / TV Crt / TWA 4) es un sistema estelar múltiple de magnitud aparente +9,11. Se encuentra en la constelación de Crater a aproximadamente 150 años luz de distancia, y pertenece a la asociación estelar de TW Hydrae. La edad de HD 98800 se estima en unos 10 millones de años. 

## Sistema estelar
El sistema consiste en cuatro estrellas T Tauri de tipo espectral K que forman dos sistemas binarios, denominados HD 98800 A y HD 98800 B, separados entre sí 50 UA. Alrededor de HD 98800 B se ha descubierto un disco protoplanetario, mientras que parece no existir un disco similar en torno al otro par estelar.

## HD 98800 B

### Disco protoplanetario
Con la ayuda del telescopio espacial Spitzer se ha descubierto que el disco consiste en dos zonas diferenciadas. Un cinturón exterior se extiende a unas 5,9 UA del centro del sistema, casi la misma distancia que hay entre Júpiter y el Sol. Los científicos suponen que este cinturón está formado por cometas y asteroides. Un cinturón interior se encuentra a una distancia entre 1,5 y 2 UA del centro de masas y se piensa que probablemente está formado por pequeños granos.

### Posible planeta
Aunque la división del disco protoplanetario habitualmente se debe a la formación de planetas extrasolares, en este caso la acción gravitatoria del vecino HD 98800 A hace que las partículas de polvo estén sujetas a fuerzas complejas que varían a lo largo del tiempo, por lo que la existencia de un planeta extrasolar es especulativa. El polvo generado por la colisión de objetos rocosos en el cinturón exterior debería emigrar hacia el cinturón interno. Sin embargo, en el caso de HD 98800 B, las partículas de polvo no llenan uniformemente el disco interno según lo esperado, lo que puede deberse a la existencia de planetas o bien a la influencia gravitatoria que ejerce el otro par estelar desde la distancia de 50 UA.